# Vetenskapsåret 1950

## Händelser

### Allmänt
- 7 mars - Humanistiska fakulteten grundas vid Technische Universität Berlin.

### Arkeologi
- 6 maj – Fornfyndet Tollundmannen (ca 2400 år)[1] hittas, nära Silkeborg i Jylland Danmark

### Medicin
- Okänt datum - Antihistamin upptäcks.

### Teknik
- 4 oktober – Första Folkabussen till Sverige levereras,[2] Hyllinge utanför Helsingborg.

## Pristagare
- Copleymedaljen: James Chadwick
- Darwinmedaljen: Felix Eugen Fritsch
- De Morgan-medaljen: Abram Samoilovitch Besicovitch
- Fieldsmedaljen: Laurent Schwartz och Atle Selberg
- Nobelpriset: [3]
  - Fysik: Cecil Powell
  - Kemi: Otto Diels, Kurt Alder
  - Fysiologi/Medicin: Edward C. Kendall, Tadeus Reichstein, Philip S. Hench
- Polhemspriset: Hannes Alfvén och Karl Helmer Gustavson (född 1896)
- Wollastonmedaljen: Norman Levi Bowen [4]

## Födda
- 16 maj - J. Georg Bednorz, fysiker, Nobelpristagare i fysik 1987.
- 21 oktober - Ronald McNair (död 1986), astronaut.

## Avlidna
- 2 februari - Constantin Carathéodory (född 1873), grekisk matematiker.
- 21 september - Arthur Milne (född 1896), brittisk rymdfysiker.

### Fotnoter
1. ↑   Velkommen til historien om Tollundmanden, Museum Silkeborg /museumsilkeborg.dk (läst 31 juli 2025)
2. ↑   60 år med en levande legend, TT Nyhetsbyrån /viaTT.se (läst 10 maj 2025)
3. ↑  ”Nobelpriset”. http://nobelprize.org/nobel_prizes/lists/all/index.html. Läst 10 april 2011.
4. ↑  ”Geological Society”. Arkiverad från originalet den 5 juni 2011. https://web.archive.org/web/20110605102217/http://www.geolsoc.org.uk/gsl/society/history/page750.html. Läst 14 april 2011.